# Okres Zvolen
Der Okres Zvolen (deutsch Bezirk Altsohl) ist eine Verwaltungseinheit in der Mittelslowakei mit 67.678 Einwohnern (2004) und einer Fläche von 759 km².
Historisch gesehen liegt der Bezirk zum größten Teil im ehemaligen Komitat Sohl, ein kleiner Teil im Süden (Truppenübungsplatz Lešť) gehört zum ehemaligen Komitat Gemer und Kleinhont (siehe auch Liste der historischen Komitate Ungarns).

## Bevölkerung
| Jahr                | 1994   | 2004    | 2014    | 2024    |
| ------------------- | ------ | ------- | ------- | ------- |
| Anzahl der Personen | 67.753 | 67.678  | 69.009  | 65.370  |
| Unterschied         |        | −0,11 % | +1,96 % | −5,27 % |

| Jahr                | 2023   | 2024    |
| ------------------- | ------ | ------- |
| Anzahl der Personen | 65.578 | 65.370  |
| Unterschied         |        | −0,31 % |

## Städte
- Sliač
- Zvolen (Altsohl)

## Gemeinden
| - Babiná (Frauenstuhl) - Bacúrov - Breziny - Budča (Butsch) - Bzovská Lehôtka - Dobrá Niva (Döbring) - Dubové - Hronská Breznica (Bresnitz) | - Kováčová - Lešť (Truppenübungsplatz) - Lieskovec - Lukavica - Michalková - Očová - Ostrá Lúka - Pliešovce (Deutschpelsätz) | - Podzámčok - Sása (Deutschpleißen) - Sielnica - Tŕnie - Turová - Veľká Lúka (Großwiesen) - Zvolenská Slatina (Großslatina) - Železná Breznica |

Das Bezirksamt ist in Zvolen.

## Kultur
In dem Artikel Denkmalgeschützte Objekte im Okres Zvolen findet man Informationen über die vom slowakischen Denkmalamt geschützten Objekte im Okres.